# Quíncia (gente)
A gente Quíncia (em latim: Quinctii) foi uma gente patrícia da Roma Antiga. Por toda a história da República Romana, seus membros ocuparam posições de destaque na magistratura e produziram alguns importantes oficiais durante o período imperial. Nos primeiros quarenta anos posteriores à expulsão dos reis os Quíncios não foram mencionados e o primeiro da gente obter o consulado foi Tito Quíncio Capitolino Barbato, em 471 a.C.. A partir daí, os Quíncios foram uma constante nos Fastos.
Assim como foi o caso em outras famílias patrícias, no final do período republicano surgiram Quíncios plebeus. Alguns deles podem ter sido descendentes de libertos da gente ou Quíncios patrícios que voluntariamente se tornaram plebeus. É possível ainda que tenha existido pessoas não relacionadas à gente Quíncia que compartilharam do mesmo nome.
Segundo Plínio, o Velho, os Quíncios, inclusive as mulheres, não vestiam ornamentos de ouro.

## Origem
A gente Quíncia era uma das casas patrícias de Alba Longa que foram forçadas a se mudar para Roma pelo rei Tulo Hostílio e listada por ele entre os patrícios. Por isso, era uma das chamadas "minores gentes". O nome "Quinctius" é um sobrenome patronímico baseado no prenome "Quintus", que deve ter sido utilizado por um ancestral da gente. A forma "Quintius" é comum em épocas tardias, mas "Quinctius" é a forma mais antiga e correta, presente em moedas e nos Fastos Capitolinos.

## Prenomes
Os principais prenomes utilizados pelos Quíncios foram Lúcio e Tito. A família utilizou ainda os nomes Cesão, Caio, Cneu e Quinto. Outros prenomes foram utilizados pelos Quíncios plebeus.

## Ramos e cognomes
As três grandes famílias patrícias da gente Quíncia utilizavam os cognomes "Capitolino", "Cincinato" e "Flaminino". Além destes, são conhecidos Quíncios com os sobrenomes "Ata", "Claudo", "Crispino", "Hirpino", "Escápula" e "Trogo". Uns poucos membros da gente não tinham cognome. O único que aparece em moedas é o de "Crispino Sulpiciano", da época de Augusto.
Os mais antigos ramos da gente, os Capitolinos e os Cincinatos, podem ter se originado a partir de dois irmãos, Tito Quíncio Capitolino Barbato, cônsul por seis vezes, e Lúcio Quíncio Cincinato, ditador duas vezes, dois dos maiores romanos de sua época. Os Fastos revelam que os dois eram filhos e netos de um Lúcio e sabe-se que os dois se conheciam.
O cognome "Capitolino" é derivado do monte Capitolino, uma das sete colinas de Roma. O agnome "Barbato" utilizado por esta família significa "barbado". O cognome "Cincinato" refere-se a uma pessoa com o cabelo fino e encaracolado, um significado similar ao agnome "Crispino", utilizado pelos últimos Capitolinos. Uns poucos Quíncios tinham os dois cognomes, "Cincinato" e "Capitolino", e membros de ambas as famílias utilizaram o cognome "Peno" (em latim: Pennus ou Poenus). Segundo Isidoro, este cognome significava "afiado": "pennum antiqui acutum dicebant". É possível também que seja um derivado de "penna" ("pena" ou "asa").
O sobrenome "Flaminino" é provavelmente derivado de "flamen" ("flâmine"), que também está ligado à gente Flamínia. É possível que o significado esteja relacionado a um ancestral que fora flâmine ou, talvez, o servo de um flâmine. Esta família aparece pela primeira vez durante a Segunda Guerra Púnica e foi particularmente proeminente no século seguinte.

## Membros

### Quíncios Capitolinos
- Tito Quíncio Capitolino Barbato, cônsul em 471, 468, 465, 446, 443 e 439 a.C..
- Tito Quíncio Capitolino Barbato, cônsul em 421 a.C.[10].
- Tito Quíncio Capitolino Barbato, tribuno consular em 405 a.C.[11][12].
- Tito Quíncio Capitolino, tribuno consular em 385 a.C. e mestre da cavalaria em no mesmo ano para o ditador Aulo Cornélio Cosso[13].
- Tito Quíncio Peno Capitolino Crispino, ditador em 361 a.C. e cônsul em 354 e 351 a.C..
- Cneu Quíncio Capitolino, ditador clavi figendi causa em 331 a.C.[a][14][15].
- Tito Quíncio Peno Capitolino Crispino, cônsul em 208 a.C., com Marco Cláudio Marcelo, durante a Segunda Guerra Púnica; ferido perto de Taranto, morreu perto do final do ano.
- Tito Quíncio (Peno Capitolino) Crispino Sulpiciano, cônsul em 9 a.C.[16].

### Quíncios Cincinatos
- Lúcio Quíncio Cincinato, cônsul em 460 a.C. e ditador em 458 e 439 a.C..
- Cesão Quíncio Cincinato, filho do ditador, morreu no exílio.
- Lúcio Quíncio Cincinato, tribuno consular em 438, 425 e 420 a.C. e mestre da cavalaria em 437 a.C.[17][18].
- Tito Quíncio Cincinato Peno, cônsul em 431 e 428 a.C. e tribuno consular em 426 a.C..
- Quinto Quíncio Cincinato, tribuno consular em 415 e 405 a.C.[19][20].
- Tito Quíncio Cincinato Capitolino, tribuno consular em 388 e 384 a.C. e ditador em 380 a.C..
- Lúcio Quíncio Cincinato, tribuno consular em 386, 385 e 377 a.C.[21][22].
- Caio Quíncio Cincinato, tribuno consular em 377 a.C.[23].
- Quinto Quíncio Cincinato, tribuno consular em 369 a.C.[24].
- Tito Quíncio Peno Cincinato Capitolino, tribuno consular em 368 a.C. e mestre da cavalaria em 367 a.C.[25][26].

### Quíncios Claudos
- Cesão Quíncio Claudo, cônsul em 271 a.C.[16][27][7].

### Quíncios Flamininos
- Cesão Quíncio Flaminino, um dos duúnviros responsáveis pela construção do Templo da Concórdia em 216 a.C.[28].
- Lúcio Quíncio Flaminino, criado áugure em 212 a.C.[29].
- Lúcio Quíncio Flaminino, um general sob o comando de seu irmão, Tito, na Segunda Guerra Macedônica contra Filipe V e cônsul em 192 a.C..
- Tito Quíncio Flaminino, cônsul em 198 a.C. e censor em 189 a.C.; derrotou Filipe V da Macedônia na Batalha de Cinoscéfalos.
- Caio Quíncio Flaminino, pretor peregrino em 177 a.C.[30].
- Tito Quíncio Flaminino, embaixador na corte de Cótis, rei da Trácia, em 167 a.C.; criado áugure no mesmo ano[31].
- Tito Quíncio Flaminino, cônsul em 150 a.C.[32][33].
- Tito Quíncio Flaminino, cônsul em 123 a.C..

### Outros
- Décimo Quíncio, de nascimento obscuro, ganhou uma grande reputação militar; comandou a marinha romana em Taranto em 210 a.C. durante a Segunda Guerra Púnica e acabou morto na Batalha de Sapriporte no mesmo ano[34].
- Tito Quíncio Trogo, acusado pelo questor Marco Sérgio[35].
- Tito Quíncio Ata, um poeta cômico romano que morreu em 78 a.C..
- Públio Quíncio, defendido por Cícero em sua primeira grande oração, Pro Quinctio, em 81 a.C.[36].
- Lúcio Quíncio, pretor em 67 a.C., adversário da constituição de Sula e rival de Lúculo.
- Tito Quíncio Escápula, aliado de Pompeu durante a Guerra Civil de César.
- Quíncio Hirpino, amigo do poeta Horácio[37].
- Tito Quíncio Crispino Sulpiciano, cônsul em 9 a.C.[38]
- Públio Quíncio Escápula, mencionado por Plínio, o Velho, como uma pessoa a ter falecido de um mal súbito[39].
- Caio Quíncio Ático, cônsul sufecto em 69.